# Blood on the Dance Floor: HIStory in the Mix
Blood on the Dance Floor: HIStory in the Mix (с англ. — «Кровь на танцполе: HIStory в миксе») — ремиксовый альбом американского автора-исполнителя Майкла Джексона. Выпущен на лейбле Epic Records 20 мая 1997 года. Пластинка содержит пять ранее неизданных песен Джексона и восемь ремиксов на треки певца из его предыдущего студийного альбома, созданные известными диджеями и продюсерами.
Blood on the Dance Floor возглавил общеевропейский хит-парад European Top 100 Albums, занял первые строчки в чартах Великобритании и ещё нескольких стран Европы и мира. В Северной Америке успех был скромнее: 24 место в США и 16 — в Канаде. Продажи пластинки в целом составили 6 миллионов экземпляров, что позволило ей стать самым продаваемым альбомом ремиксов в мире.

## Предыстория
Летом 1995 года Майкл Джексон выпустил свой двойной альбом HIStory: Past, Present and Future, Book I. Видеоклип на первый сингл из пластинки, «Scream» в дуэте с сестрой музыканта Джанет Джексон, стал самым дорогим музыкальным видео в мире. Второй сингл, «You Are Not Alone», стал первой композицией за всю историю американского чарта Billboard Hot 100, которая дебютировала с первой строчки, она попала в Книгу рекордов Гиннесса. Песня «Earth Song» стала самым продаваемым синглом Джексона в Великобритании и Германии. В сентябре 1996 года в Чехии стартовал тур в поддержку пластинки — HIStory World Tour, в рамках которого состоялся второй приезд певца в Россию.
С 1993 года певец работал над сценарием и концепцией своего нового короткометражного фильма «Призраки». Вместе со Стивеном Кингом Джексон написал сценарий, режиссёром 45-минутной ленты стал Стэн Уинстон. Премьера фильма в США состоялась в октябре 1996 года, в ленте прозвучали две новые песни «Ghosts» и «Is It Scary», а также композиция «2 Bad» из альбома HIStory.

## Содержание альбома
Первоначально предполагалось, что небольшой новый релиз будет рекламным ходом для мирового тура Джексона HIStory World Tour, однако со временем проект перерос в ремиксовый альбом для любителей клубной музыки. Сам певец остался недоволен ремиксами на пластинке и заявил в интервью фэнзину Black & White, что не любит, когда звучание его песен полностью изменяют. Новые композиции музыкант записывал по ходу своего тура в студиях разных городов США и мира: в Лос-Анджелесе, Нью-Йорке, Монтрё, Кёльне и Амстердаме. Открывают пластинку пять новых треков Джексона.
- «Blood on the Dance Floor». Титульный трек альбома был написан и спродюсирован Джексоном вместе с Тедди Райли[англ.] ещё в период работы над пластинкой Dangerous в начале 1990-х гг., но тогда песня не была закончена[11]. Певец вернулся к «Blood on the Dance Floor» в январе 1997 года, именно тогда старая демоверсия, записанная им вместе с Райли в начале 90-х, была переработана в полноценный мультитрек[11]. Композиция выдержана в жанрах нью-джек-свинга и электронной танцевальной музыки[12][13]. В тексте певец затрагивает тематику соблазна и обмана[14].
- «Morphine». Текст песни посвящён такой социальной проблеме как наркотическая зависимость от опиатов. Критики предположили, что певец исполняет куплеты от имени самого наркотика, а также, возможно, от лица врача, вводящего лекарство зависимому пациенту[15][16]. В коротком промежутке между куплетами Джексон передаёт успокаивающее, но временное освобождение от реальности, которое затем резко обрывается[17]. В записи принял участие бывший гитарист группы Guns N’ Roses Слэш[16]. Кинокритик Армонд Уайт[англ.] «присвоил» «Morphine» рейтинг R[18]. Трек выдержан в жанрах хард-рока и индастриала[17]. В Малайзии, где особенно серьёзно относятся к проблеме наркотической зависимости, песня была выпущена под названием «Just Say No» (с англ. — «Просто скажи нет»), а в Южной Корее композиция была исключена из трек-листа[19][20][21].
- «Superfly Sister». Эта фанковая композиция была написана Джексоном вместе с Брайаном Лореном[англ.] ещё в период подготовки альбома Dangerous[10][22]. В тексте певец повествует о безрассудстве, обмане и лицемерии, окружающих секс, осуждает измены, а также поступки мужей-тиранов[23]. Сама «самоуверенная сестра» — сестра музыканта, которая «вышла замуж за преступника, говоря, что отхватила завидную партию» (англ. «Sister's marries to a hood / Sayin' that she got it good»)[23].
- «Ghosts». «Ghosts» была написана Джексоном ещё в начале 1990-х гг. и предназначалась для саундтрека к фильму «Семейные ценности Аддамсов». Однако, когда в 1993 году начались съёмки танцевального рекламного видеоролика к ленте, певец отказался от первоначального замысла[24]. В 1996 году состоялась премьера 45-минутной ленты Стэна Уинстона с музыкантом в главных ролях — «Призраки», где композиция прозвучала в качестве главной темы[25]. Текст песни затрагивает тематики страха, паранойи и сверхъестественных явлений и существ[23]. Строку «Кто дал вам право трясти моё семейное древо?» (англ. «Who gave you the right to shake my family tree?») — Армонд Уайт назвал громким личным заявлением в лучших традициях Марвина Гэя[18].
- «Is It Scary». Это ещё один трек музыканта, предназначавшийся для фильма о семейке Аддамс и впоследствии вошедший в ленту «Призраки»[26]. «Is It Scary» была написана певцом вместе с Джимми Джемом и Терри Льюисом. Как и «Ghosts» композиция выдержана в мрачной, жуткой стилистике. Критики отметили, что текст содержит ответ публике, считавшей певца клоуном или участником менестрель-шоу, он спрашивает: «Я вызываю у вас смех или привожу в замешательство? Тот ли я зверь, которого вы себе представляли?» (англ. «Am I amusing you/Or just confusing you/Am I the beast/You visualized?»)[15][27]. Рецензент New York Times написал: «Боль Джексона часто становилась развлечением для публики, и в новых песнях на пластинке, в том числе в „Is It Scary“, музыкант похож на человека-слона, изо всех сил кричащего, что он — человек»[15]. Критик отмечает, что общественность, определённо, видит в нём человека: «Но вопрос в том, какого? Такого же как все?[15]»
- Во второй части Blood on the Dance Floor представлены восемь ремиксов на песни из предыдущего студийного альбома певца HIStory: Past, Present and Future, Book I. Они были созданы при участии таких известных продюсеров как Тодд Терри, The Fugees, Джимми Джем, Терри Льюис и другие[10].

В ранних пресс-релизах об альбоме упоминалась песня «In the Back», однако в окончательный список композиций вместо неё была включена «Superfly Sister». Трек Джексона «On the Line» был написан специально для фильма Спайка Ли «Садись в автобус» 1997 года, композиция звучит во время открывающих титров, хотя на альбом-саундтрек к ленте она не попала. Её также планировалось включить в Blood on the Dance Floor, но она не прошла отбор в трек-лист. Кроме того, на пластинку не попал неизданный ранее ремикс на «Tabloid Junkie» из альбома HIStory. «In the Back» и «On the Line» в 2004 году вошли в бокс-сет The Ultimate Collection.

### Обложка
Обложка Blood on the Dance Floor — картина маслом, написанная художником Уиллом Уилсоном. На ней певец изображён танцующим на фоне небоскрёбов в образе из одноимённого видеоклипа. Первоначально фотографию для обложки должен был сделать знаменитый фотограф Альберт Уотсон, однако фотосессия не состоялась по причине болезни певца, а затем было решено заменить фотографию картиной. Джексон выбрал Уилсона для работы над обложкой после того, как увидел его картину «Sleep Walking». «По сути, они хотели создать концепцию, в которой он [Джексон] танцевал бы на полупрозрачном танцполе с городом на заднем плане. Это были единственные указания, которые я получил от них» — рассказывал художник. В перерыве между съёмками клипа на песню «Blood on the Dance Floor» фотограф Билл Нейшн сделал несколько фотографий Джексона в различных позах, с одной из которых Уилсон позже срисовал обложку. Уилл говорил, что его один из его родственников — Мэтью Хэммонд — самый большой фанат Майкла, которого он знает, и поэтому он незаметно добавил его инициалы MН в виде светящихся окон слева.

## Релиз и промо
Релиз Blood on the Dance Floor: HIStory in the Mix состоялся 20 мая 1997 года, альбом был выпущен на компакт-дисках. Месяц спустя продажи пластинки в Европе и Австралии серьёзно превысили американские: в то время, как в США было продано 79 тысяч экземпляров, в Великобритании проданный тираж оценивался в 250 тысяч, а в Германии — в 445 тысяч экземпляров альбома. Blood on the Dance Floor возглавил общеевропейский хит-парад European Top 100 Albums, занял первые строчки в чартах Великобритании и ещё нескольких стран Европы и мира. В Северной Америке успех был скромнее: 24 место в США и 16 — в Канаде. Продажи пластинки в целом составили 6 миллионов экземпляров, что позволило ей стать самым продаваемым альбомом ремиксов в мире. В том же 1997 году в Европе и Азии Blood on the Dance Floor был выпущен в составе коллекционного бокс-сета Ghosts вместе с фильмом «Майкл Джексон: Призраки» и промосинглом «On the Line».
В марте 1997 года был выпущен лид-сингл из пластинки — «Blood on the Dance Floor». Песня возглавила хит-парады Великобритании и Новой Зеландии и получила золотые сертификации в Австралии и Германии. В мае стартовала вторая половина мирового тура Джексона, песня вошла в сет-лист и исполнялась музыкантом на концертах до середины лета. Сингл сопровождался видеоклипом, в котором певец в кроваво-красном костюме танцует с соблазнительной девушкой.
В мае на Каннском кинофестивале вне конкурса состоялась европейская премьера музыкального короткометражного фильма «Призраки». В ленте прозвучали треки из альбома: «Ghosts» и «Is it Scary». В конце июля 1997 года в качестве сингла из Blood on the Dance Floor был выпущен ремикс Тони Морана на песню «HIStory». В ротации европейских телеканалов появился видеоклип на эту композицию, по сюжету которого девушка наблюдает за вечеринкой в стиле Джексона через очки дополненной реальности. В ролик вошли кадры из уже известных видеоклипов музыканта.

## Реакция критиков
| Оценки критиков      | Оценки критиков |
| Источник             | Оценка          |
| -------------------- | --------------- |
| New York Times       | положительная   |
| Entertainment Weekly | B-              |
| Allmusic             | [ 49 ]          |
| Pop Rescue           | [ 50 ]          |
| Spin                 | 6/10            |

Журналист New York Times отметил, что наибольший интерес представляют не ремиксы, а пять новых треков, открывающих пластинку: «Эти песни показывают, что Джексон оказался на полпути к очень интересному концептуальному альбому. В них — настоящая боль и пафос». По мнению критика, музыка певца стала более агрессивной: «Биты, гремящие как листы металла, звуки синтезатора, шипящие словно газ под давлением — это индастриал фанк. И он звучит гораздо инновационнее, чем ремиксы от The Fugees, Тодда Терри, Джимми Джема и Терри Льюиса: разочарован слышать от таких продюсеров старые трюки в виде бонусных рэп-секций, заикающегося семплированного вокала и скучные биты драм-машин». По оценке критиков Entertainment Weekly, новые песни не продемонстрировали мастерство Джексона с новых сторон, хотя «Ghosts» и медленный синкопированный титульный трек «звучат интригующе». Участие известных продюсеров, по мнению рецензентов журнала, также усиливает соблазн прослушать пластинку. Критик портала Pop Rescue пишет, что, хотя Blood on the Dance Floor больше похож на контрактное обязательство, чем на полноценный релиз, в нём всё же присутствуют несколько хороших песен: «Ghosts», «Morphine» и ремиксы на «HIStory» и «Earth Song». Рецензент Allmusic посчитал, что певец совершил ошибку, «похоронив» новые треки под ремиксами, и продемонстрировал своё полное «невежество», игнорируя все технические музыкальные нововведения конца 90-х: «Очевидно, что он разучился создавать хорошие мелодии и биты». По оценке Армонда Уайта, атмосфера первых пяти треков даёт понять, что «мир сошёл с ума». Критик отмечает: «После всех этих мрачных подтекстов предыдущих работ Джексона слушателю не хватает понимания того, что с ним сделала его слава, талант и чувствительность. Его последние записи — это самое личное выражение чувства страха в популярной музыке. Но слушатель плохо это понимает, да и не хочет понимать». Журналист Spin раскритиковал ремиксы, вошедшие в издание: «Они неудачны, поскольку создатели этих треков убрали из них лучшие части — узнаваемые биты Джексона».

## Список композиций
| №                   | Название                                             | Автор(ы)                                  | Длительность |
| ------------------- | ---------------------------------------------------- | ----------------------------------------- | ------------ |
| 1.                  | «Blood on the Dance Floor»                           | Майкл Джексон Тедди Райли                 | 4:13         |
| 2.                  | «Morphine»                                           | Джексон                                   | 6:28         |
| 3.                  | «Superfly Sister»                                    | Джексон Брайан Лорен                      | 6:27         |
| 4.                  | «Ghosts»                                             | Джексон Райли                             | 5:08         |
| 5.                  | «Is It Scary»                                        | Джексон                                   | 5:35         |
| 6.                  | «Scream Louder» (Flyte Tyme Remix, с Джанет Джексон) | Джимми Джем Терри Льюис Джексон           | 5:30         |
| 7.                  | «Money» (Fire Island Radio Edit)                     | Джексон                                   | 4:23         |
| 8.                  | «2 Bad» (Refugee Camp Mix)                           | Джексон Брюс Свиден Рене Мур Даллас Остин | 3:32         |
| 9.                  | «Stranger in Moscow» (Tee's In-House Club Mix)       | Джексон                                   | 6:54         |
| 10.                 | «This Time Around» (D.M. Radio Mix)                  | Джексон Остин                             | 4:05         |
| 11.                 | «Earth Song» (Hani’s Club Experience)                | Джексон                                   | 7:55         |
| 12.                 | «You Are Not Alone» (Classic Club Mix)               | R. Kelly                                  | 7:37         |
| 13.                 | «HIStory» (Tony Moran's HIStory Lesson)              | Джексон Джем и Льюис                      | 8:01         |
| Общая длительность: | Общая длительность:                                  | Общая длительность:                       | 75:48        |

## Участники записи

### Новые песни
| - Майкл Джексон — тексты, музыка, вокал, бэк-вокал, аранжировка музыки, ритма и вокала, ударные, гитара - Тедди Райли («Blood on the Dance Floor», «Ghosts») — тексты, музыка, микширование, программирование ударных, клавишные и синтезаторы - Джимми Джем и Терри Льюис («Is it Scary») — текст, музыка, аранжировка, инструментальные партии - Брайан Лорен («Superfly Sister») — музыка, программирование ударных, перкуссия, аранжировка, соло- и ритм-гитара, клавишные, синтезатор - Брэд Баксер — клавишные, синтезаторы, бэк-вокал, перкуссия - Слэш — соло-гитара | - Хор Андре Крауча — бэк-вокал - Мик Гузауски, Дэйв Уэй, Кейт Коэн, Эдди Делена, Стив Ходж — микширование - Джон Муни, Билл Боттрелл — бэк-вокал - Кейт Коэн — клавишные - Ричард Коттрелл, Дэйв Уэй, Стив Ходж — запись - Мэтт Карпентер, Дуг Грисби, Эндрю Шепс, Роб Хоффман, Алекс Бройер, Джефф Тейлор — программирование ударных - Дуг Грисби — клавишные и синтезаторы - Эндрю Шепс — программирование клавишных - Роб Хоффман — дополнительное программирование |

### Продюсеры ремиксов
- «Scream Louder» — Джимми Джем и Терри Льюис
- «Money» (Fire Island Radio Edit) — Терри Ферли и Пит Хеллер[англ.]
- «2 Bad» (Refugee Camp Mix) — The Fugees
- «Stranger in Moscow» (Tee’s In-House Club Mix) — Тодд Терри
- «This Time Around» (D.M. Radio Mix) — Дэвид Моралес
- «Earth Song» (Hani’s Club Experience) — Hani[англ.]
- «You Are Not Alone» (Classic Club Mix) — Фрэнки Наклз, Сатоси Томиие[англ.]
- «HIStory» (Tony Moran’s HIStory Lesson) — Тони Моран[англ.]

## Позиции в чартах и сертификации
| Чарт (1997)              | Высшая позиция |
| ------------------------ | -------------- |
| Австралия                | 2              |
| Австрия                  | 2              |
| Бельгия (Валлония)       | 2              |
| Бельгия (Фландрия)       | 1              |
| Великобритания           | 1              |
| Германия                 | 2              |
| Греция                   | 1              |
| Европа                   | 1              |
| Ирландия                 | 1              |
| Испания                  | 1              |
| Италия                   | 1              |
| Канада                   | 16             |
| Малайзия                 | 2              |
| Нидерланды               | 1              |
| Новая Зеландия           | 1              |
| Норвегия                 | 2              |
| США (Billboard 200)      | 24             |
| США (R&B/Hip-Hop Albums) | 12             |
| Турция                   | 1              |
| Финляндия                | 3              |
| Франция                  | 1              |
| Швейцария                | 2              |
| Швеция                   | 4              |

| Страна                 | Сертификат    |
| ---------------------- | ------------- |
| Австрия (IFPI)         | Золотой       |
| Великобритания (BPI)   | Золотой       |
| Германия (BVMI)        | Золотой       |
| Италия (FIMI)          | Золотой       |
| Канада (Music Canada)  | Золотой       |
| Норвегия (IFPI)        | Золотой       |
| Польша (ZPAV)          | Золотой       |
| Финляндия (IFPI)       | Золотой       |
| Япония (RIAJ)          | Золотой       |
| Австралия (ARIA)       | Платиновый    |
| Бельгия (Ultratop)     | Платиновый    |
| Гонконг (IFPI)         | Платиновый    |
| Испания (PROMUSICAE)   | Платиновый    |
| Нидерланды (NVPI)      | Платиновый    |
| Новая Зеландия (RIANZ) | Платиновый    |
| США (RIAA)             | Платиновый    |
| Франция (SNEP)         | Платиновый    |
| Швейцария (IFPI)       | Платиновый    |
| Дания (IFPI Denmark)   | 2× Платиновый |